# Belfaux
Belfaux (Freiburger Patois Bifouⓘ) ist eine politische Gemeinde im District de la Sarine (deutsch: Saanebezirk) des Kantons Freiburg in der Schweiz. Der frühere deutsche Name Gumschen wird heute kaum mehr verwendet.

## Geographie
Belfaux liegt auf 585 m ü. M., 4,5 km westnordwestlich der Kantonshauptstadt Freiburg (Luftlinie). Das Dorf erstreckt sich auf einer Geländeterrasse am südlichen Talhang der Sonnaz, im Molassehügelland des Freiburger Mittellandes. Es gehört zur Agglomeration Freiburg.
Die Fläche des 8,9 km² grossen Gemeindegebiets umfasst einen Abschnitt der Molassehöhen westlich von Freiburg. Der südliche Gemeindeteil wird von Südwesten nach Nordosten von der breiten Talmulde der Sonnaz durchquert. Südlich der Sonnaz reicht das Gebiet über den sanft ansteigenden Hang von Belfaux bis auf die angrenzenden Höhen von Corminboeuf und Bois de la Faye (bis 640 m ü. M.). Dazwischen befindet sich das Tälchen des Ruisseau du Tiguelet. Nach Nordwesten erstreckt sich der Gemeindeboden auf die Waldhöhe Bois des Dévins (672 m ü. M.) und über die ausgedehnte Forêt cantonale, in der mit 700 m ü. M. der höchste Punkt von Belfaux erreicht wird, bis auf das nördlich davon liegende leicht gewellte Hochplateau beim Dorf Misery. Von der Gemeindefläche entfielen 1997 15 % auf Siedlungen, 31 % auf Wald und Gehölze, 53 % auf Landwirtschaft, und etwas weniger als 1 % war unproduktives Land.
Zu Belfaux gehören ausgedehnte Wohnsiedlungen, das Dorf Cutterwil (633 m ü. M.), das früher eine selbständige Gemeinde bildete, sowie mehrere Einzelhöfe. Nachbargemeinden von Belfaux sind La Sonnaz, Givisiez, Corminboeuf, Grolley-Ponthaux und Misery-Courtion.

## Bevölkerung
Mit 3470 Einwohnern (Stand 31. Dezember 2023) gehört Belfaux zu den mittelgrossen Gemeinden des Kantons Freiburg. Von den Bewohnern sind 85,4 % französischsprachig, 7,5 % deutschsprachig, und 1,5 % sprechen Makedonisch (Stand 2000). Die Bevölkerungszahl von Belfaux (inkl. Autafond und Cutterwil) belief sich 1850 auf 474 Einwohner, 1900 auf 615 Einwohner. Im Verlauf des 20. Jahrhunderts nahm die Bevölkerung kontinuierlich weiter zu. Seit 1970 (1156 Einwohner) wurde ein rasantes Bevölkerungswachstum verbunden mit einer Verdoppelung der Einwohnerzahl innerhalb von 30 Jahren verzeichnet. Das Siedlungsgebiet von Belfaux ist heute mit demjenigen von Corminboeuf nahezu zusammengewachsen.
Einwohnerzahlen: Volkszählungsdaten    Zahlen ab 1980 inkl. Cutterwil (Eingemeindung 1977), ab 2020 inkl. Autafond (Eingemeindung 2016)

## Wirtschaft
Belfaux war bis Mitte des 20. Jahrhunderts ein vorwiegend durch die Landwirtschaft geprägtes Dorf. Noch heute haben der Ackerbau, die Milchwirtschaft und die Viehzucht einen gewissen Stellenwert in der Erwerbsstruktur der Bevölkerung. Zahlreiche weitere Arbeitsplätze sind im lokalen Kleingewerbe und im Dienstleistungssektor vorhanden. 1964 wurde in Belfaux eine Aluminiumgiesserei gegründet. Seit den 1970er-Jahren kamen weitere kleinere und mittlere Unternehmen dazu, die in der Werbebranche, der pharmazeutischen Industrie, der Informationstechnologie, der Fischzucht, dem Gartenbau sowie in der Herstellung von Steinplatten tätig sind. In den letzten Jahrzehnten hat sich das Dorf auch zu einer Wohngemeinde entwickelt. Neue Wohnquartiere entstanden oberhalb von Belfaux und am nördlichen Talhang der Sonnaz. Zahlreiche Erwerbstätige sind deshalb Wegpendler, die hauptsächlich in der Region Freiburg arbeiten.

## Verkehr
Die Gemeinde ist verkehrsmässig sehr gut erschlossen. Sie liegt an der Hauptstrasse von Freiburg via Grolley nach Payerne. Der nächste Anschluss an die Autobahn A12 (Bern-Vevey) befindet sich rund 3 km vom Ortskern entfernt. Am 25. August 1876 wurde die Eisenbahnlinie von Freiburg nach Payerne mit einem Bahnhof in Belfaux in Betrieb genommen. Näher beim Dorfkern kam der Bahnhof an der Linie Freiburg – Murten zu liegen, die am 23. August 1898 eröffnet wurde. Für die Feinverteilung im öffentlichen Verkehr sorgen zwei Buslinien der Transports publics Fribourgeois von Freiburg nach Domdidier/Gletterens bzw. Courtepin. Von Montag bis Freitag verkehrt eine Lokalbuslinie von Chésopelloz über Belfaux nach La Corbaz.

## Geschichte
Das Gemeindegebiet von Belfaux war schon sehr früh besiedelt. Die frühesten Spuren, welche auf die Anwesenheit des Menschen hindeuten, gehen auf die Mittelsteinzeit zurück. Bei Pré-Saint-Maurice wurde ein Sodbrunnen gefunden, der während der Hallstattzeit benutzt wurde. Auch aus der La-Tène-Zeit, der Römerzeit und der Burgunderzeit sind Siedlungsspuren und Gräber entdeckt worden.
Die erste urkundliche Erwähnung des Ortes erfolgte im 12. Jahrhundert unter den Namen Bel Fo und Bellofago. Später erschienen die Bezeichnungen Belfo (1228), Bellfozen (1229) und Belfol (1416). Der Ortsname ist von den lateinischen Wörtern bellus fagus (schöne Buche) abgeleitet. Die deutschen Versionen Gumeschon und Gumschenn sind 1283 respektive 1555 überliefert.
Belfaux gehörte im Mittelalter zur Herrschaft Montagny und kam 1283 unter die Oberhoheit des Hauses Habsburg. Durch Kauf kam das Dorf 1442 unter die Herrschaft von Freiburg und wurde der Alten Landschaft (Spitalpanner) zugeordnet. Durch einen Brand wurde 1470 die Pfarrkirche Saint-Etienne zerstört, wobei ein grosses hölzernes Kruzifix aus dem 13. Jahrhundert wundersam verschont blieb. In der Folge wurde die wieder aufgebaute Kirche zu einem bedeutenden Wallfahrtsziel, insbesondere weil alle Gläubigen, welche das Gotteshaus an einem Freitag besuchten oder Almosen spendeten, gemäss dem Bischof von Saint-Etienne auf 40 Tage Nachsicht zählen konnten. Vor allem während des 17. und 18. Jahrhunderts erreichten die Pilgerströme ihren Höhepunkt.
Nach dem Zusammenbruch des Ancien Régime (1798) gehörte Belfaux während der Helvetik und der darauf folgenden Zeit zum Bezirk Freiburg, bevor es 1848 mit der neuen Kantonsverfassung in den Saanebezirk eingegliedert wurde. General Dufour hatte während des Sonderbundskrieges sein Quartier in Belfaux. Hier unterzeichnete die Freiburger Regierung am 14. November 1847 die Kapitulationsurkunde. Mit Wirkung auf den 1. Januar 1977 wurde das vorher selbständige Cutterwil nach Belfaux eingemeindet. Mit Wirkung auf den 1. Januar 2016 fusionierte die bis anhin selbständige Gemeinde Autafond mit Belfaux.

## Sehenswürdigkeiten
Eine Pfarrkirche Saint-Etienne wurde 1138 erstmals erwähnt. 1841 bis 1852 wurde das heutige Gebäude gebaut. Es ist ein neoklassizistischer dreischiffiger Bau mit monumentaler Grösse und halbkreisförmiger Apsis. Im Chor steht ein Holzkruzifix aus dem 13. Jahrhundert. Ebenso wie die Pfarrkirche ist als Kulturgut von nationaler Bedeutung das Herrenhaus Lanthen-Heid ins Register aufgenommen worden.
Neben der Kirche steht die Auberge du Mouton von 1759. Im Ortskern sind einige charakteristische Bauern- und Patrizierhäuser aus dem 17. bis 19. Jahrhundert erhalten. An der Strasse nach Misery steht links ein Haus mit Kreuzstockfenstern und Portal, datiert 1630.
Das Château du Bois wurde zu Beginn des 18. Jahrhunderts erbaut und beherbergt heute eine Privatschule.

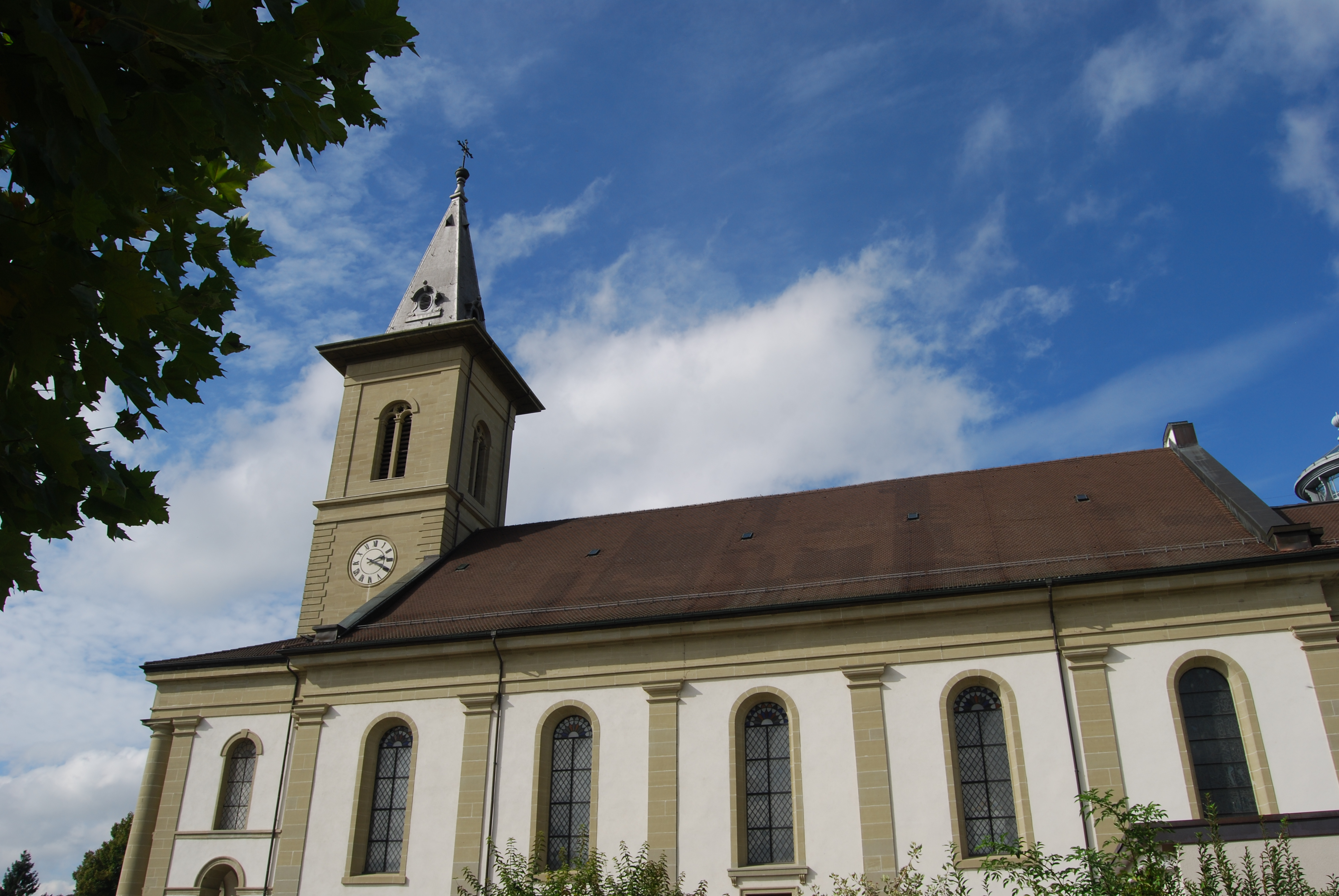
Pfarrkirche Saint-Etienne
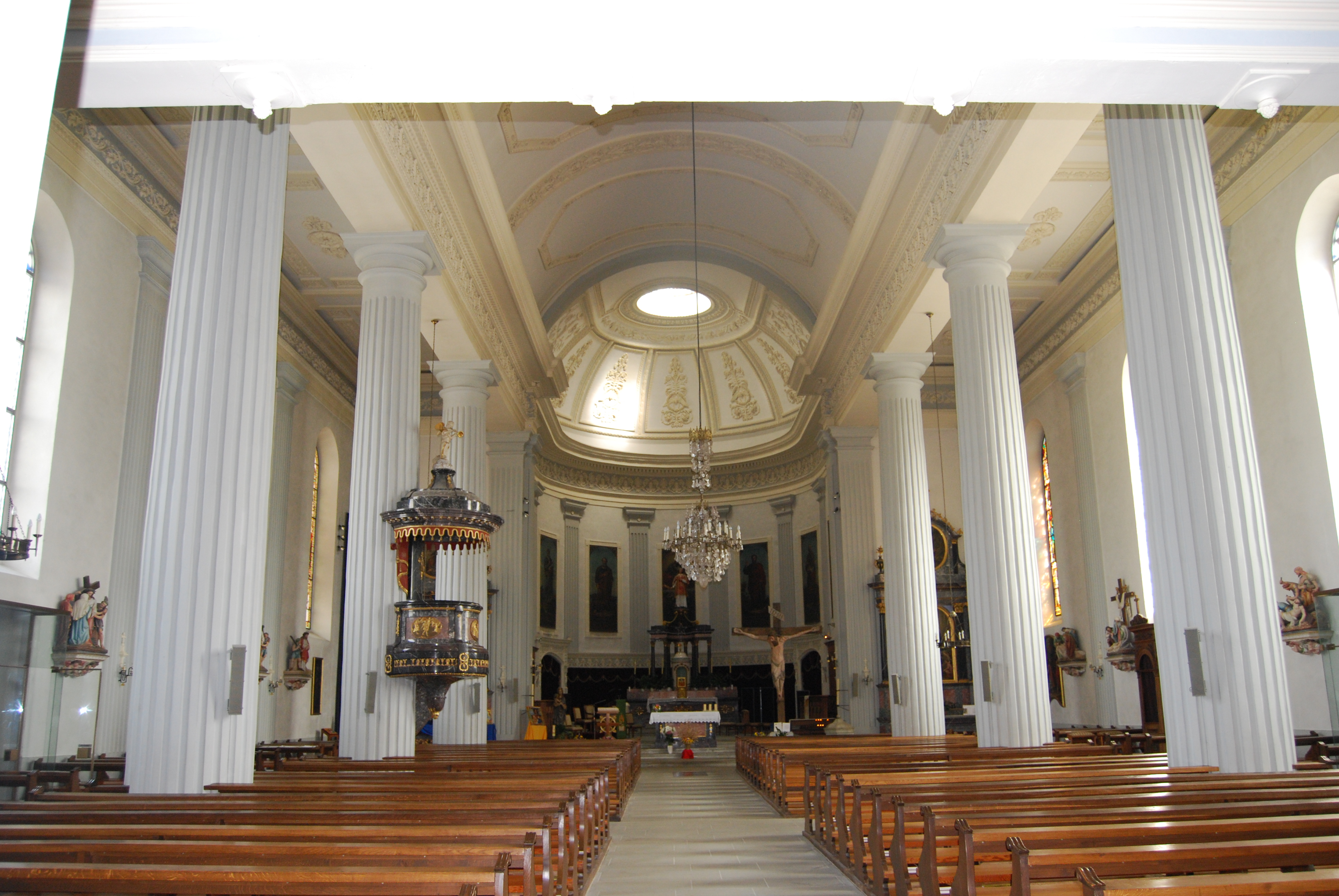
Innenansicht der Kirche
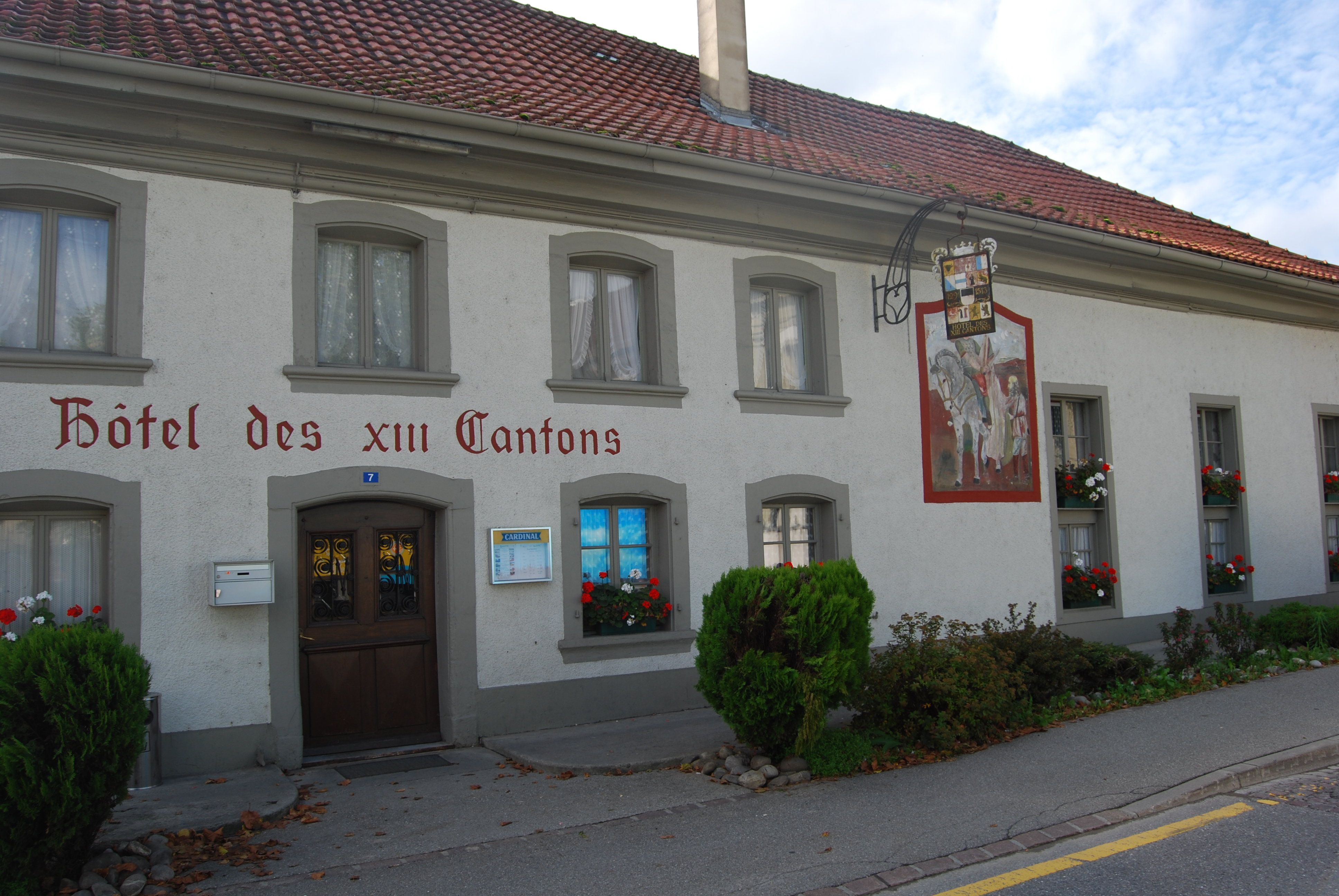
Hôtel des XIII Cantons
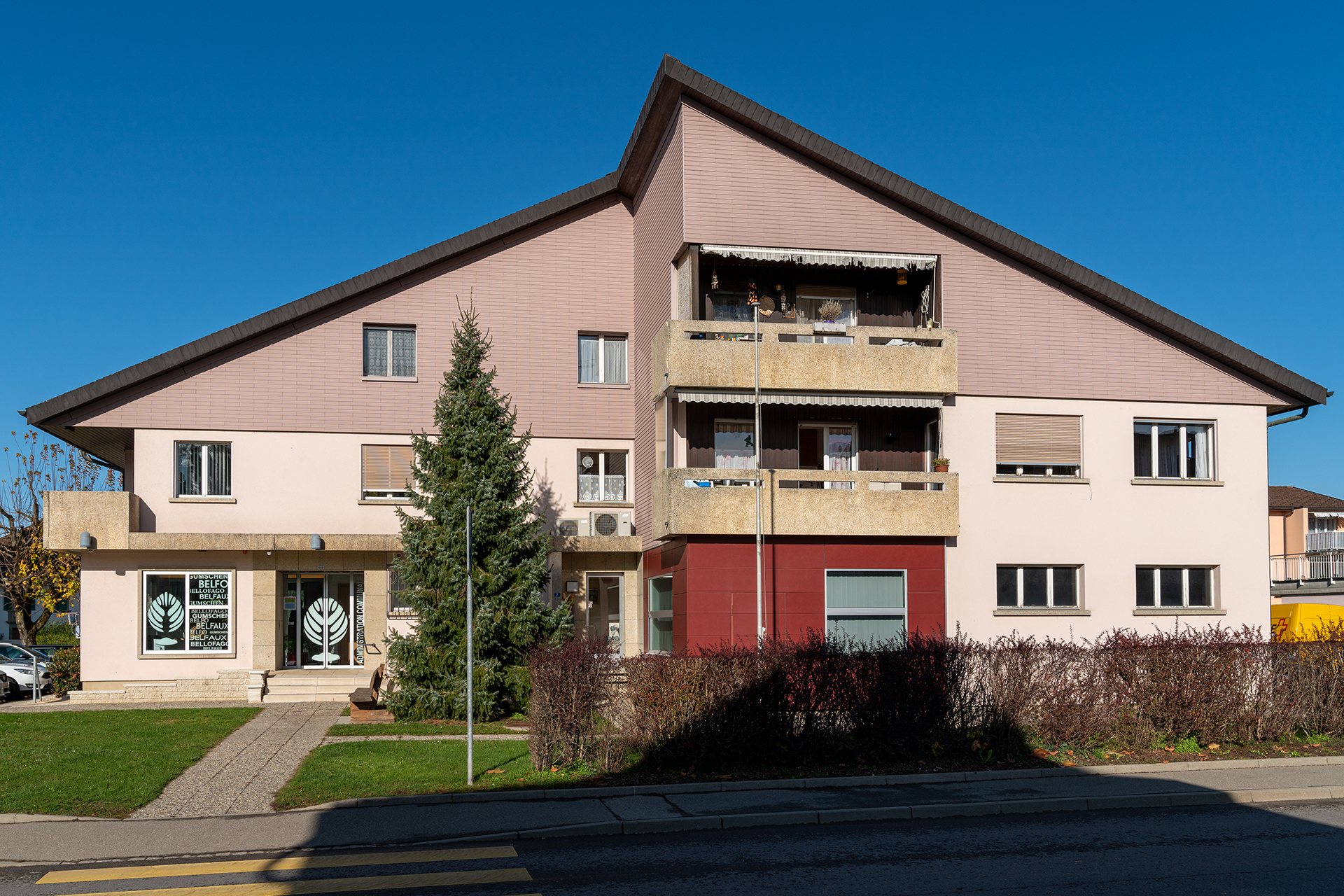
Gemeindeverwaltung
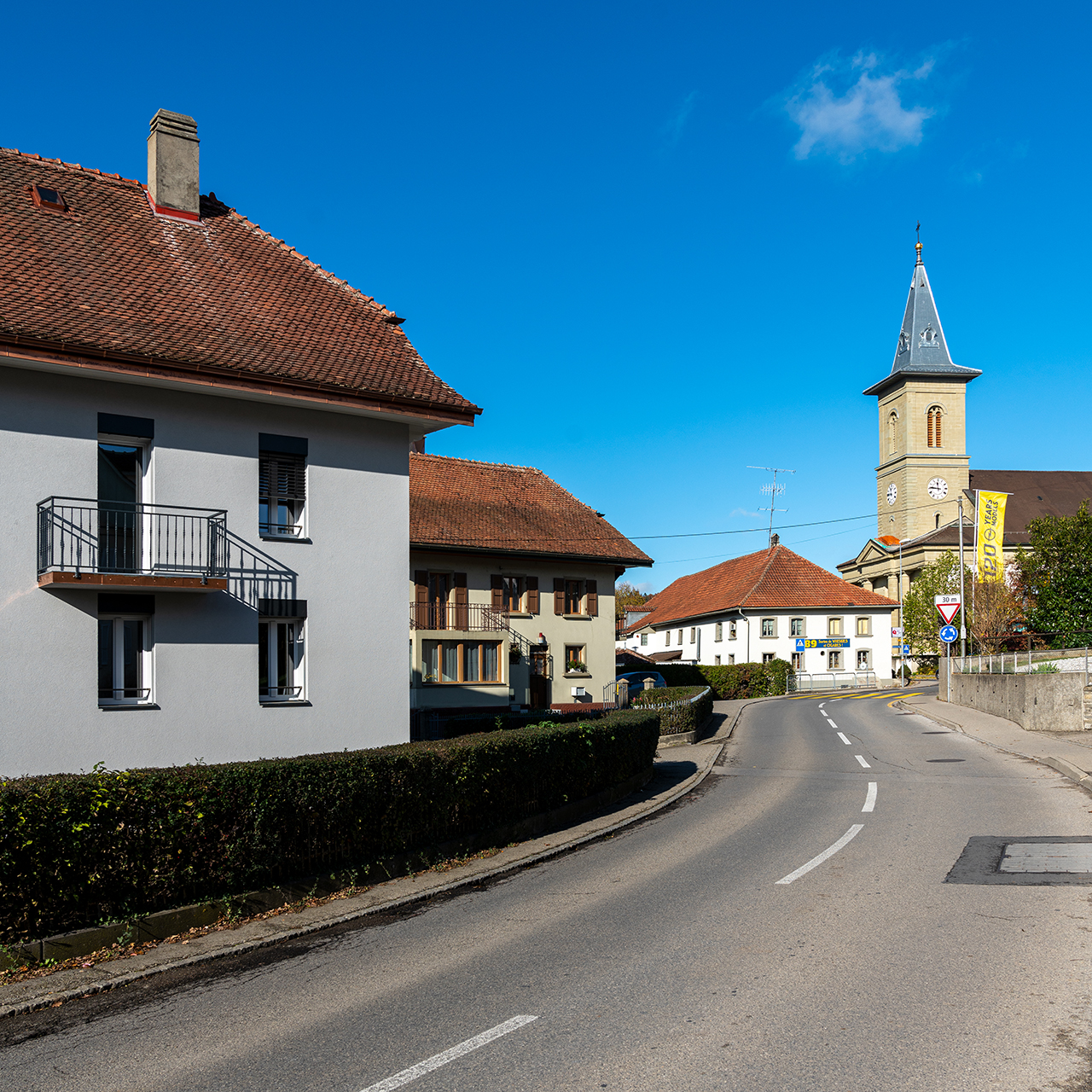
Dorfzentrum
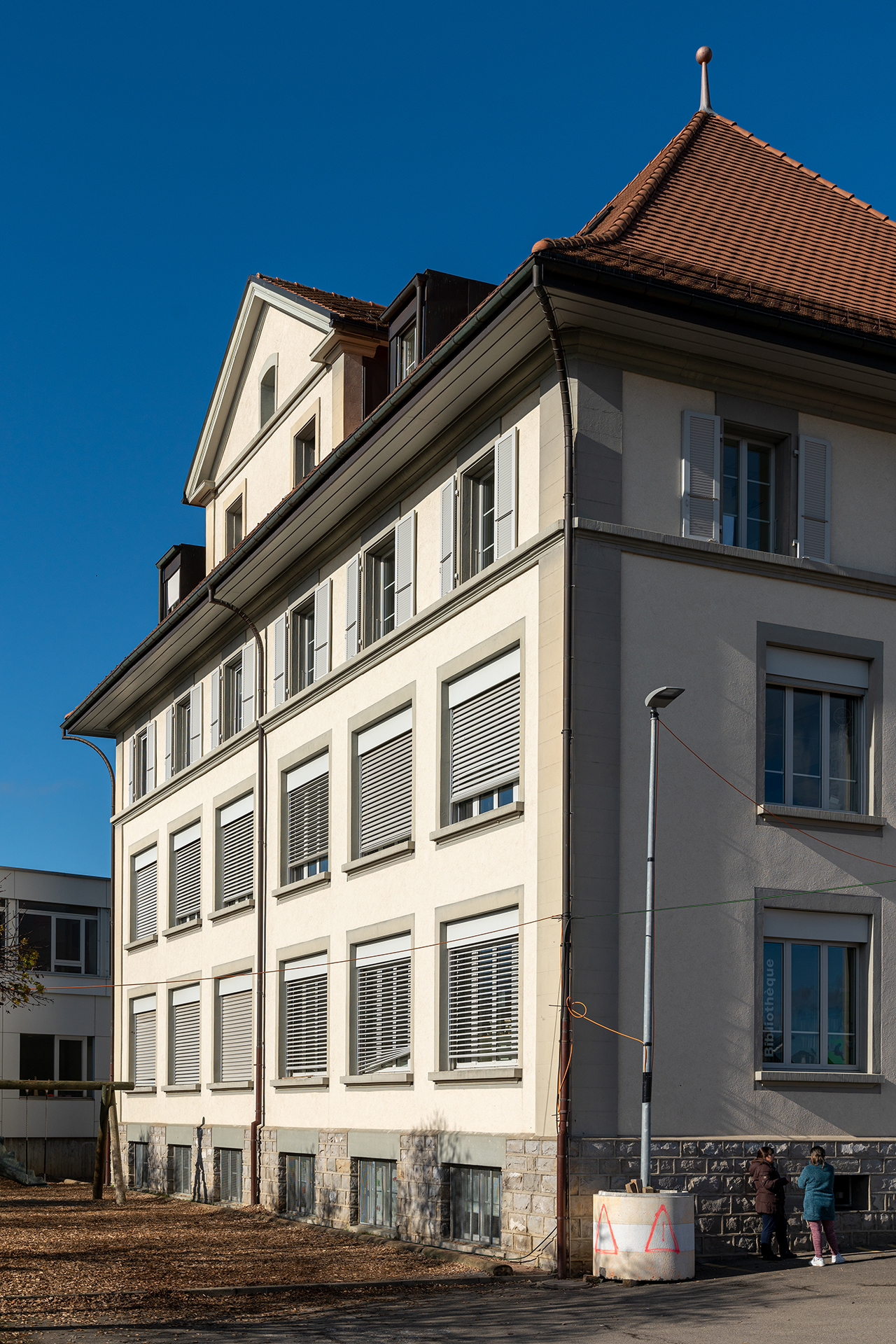
Schulhaus
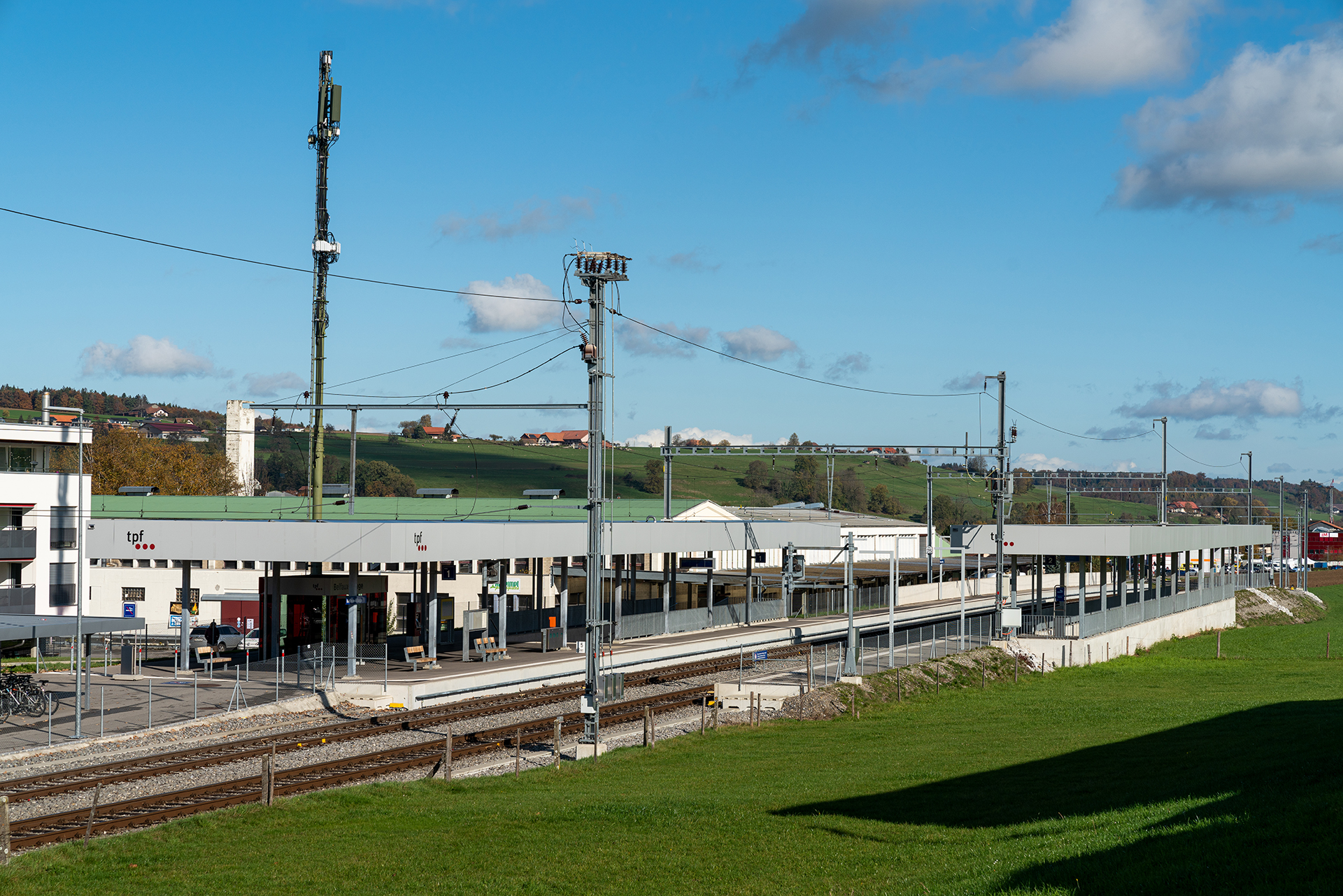
Bahnhof Belfaux-Village der tpf

## Persönlichkeiten
- Leonhard Maria Weber (1912–1969), katholischer Theologe
- Alain Berset (* 1972), Politiker (SP), Bundesrat 2012–2023
- Lauriane Sallin (* 1993), Miss Schweiz 2015